# Episimus mesotricha
Episimus mesotricha is een vlinder uit de familie van de bladrollers (Tortricidae). De wetenschappelijke naam van de soort is voor het eerst gepubliceerd in 1927 door Edward Meyrick.
De soort komt voor in Brazilië.